# FőTAXI SC
A FőTAXI SC egy megszűnt labdarúgócsapat, melynek székhelye Budapest XIV. kerületében volt. A csapat legjobb eredménye az NB I-ben egy kilencedik helyezés még az 1945-ös idényből.

## Névváltozások
- 1932–1940 Autótaxi Sport Club
- 1945–1946 Zuglói MaDISz TE
- 1946–1949 MOGÜRT SC
- 1949–1950 Autótaxi SE
- 1950–1951 Autótaxi Munkás Sport Club
- 1951–1957 Előre Autótaxi SK
- 1957–1978 Autótaxi Munkás Sport Club
- 1978–1987 FőTAXI SC

## Híres játékosok
* a félkövérrel írt játékosok rendelkeznek felnőtt válogatottsággal.
- Babolcsay György
- Tóth Lajos

## Sikerek
NB I
- Résztvevő: 1945, 1945–46, 1947–48

NB II
- Bajnok: 1946–47